# کاردزالی
کاردزالی (به بلغاری: Kardzhali) یک منطقهٔ مسکونی در بلغارستان است که در استان کرجالی واقع شده‌است. کاردزالی ۳۰٫۷۵۹ کیلومتر مربع مساحت و ۴۳٬۸۸۰ نفر جمعیت دارد و ۲۷۵ متر بالاتر از سطح دریا واقع شده‌است.

## نام
این نام از نام فاتح عثمانی قرن چهاردهم کرجا علی،  از نام ترکی عثمانی کرجا و نام اسلامی علی گرفته شده است.

## خواهرخوانده
شهر تکیرداغ خواهرخواندهٔ کاردزالی هست.

## نگارخانه

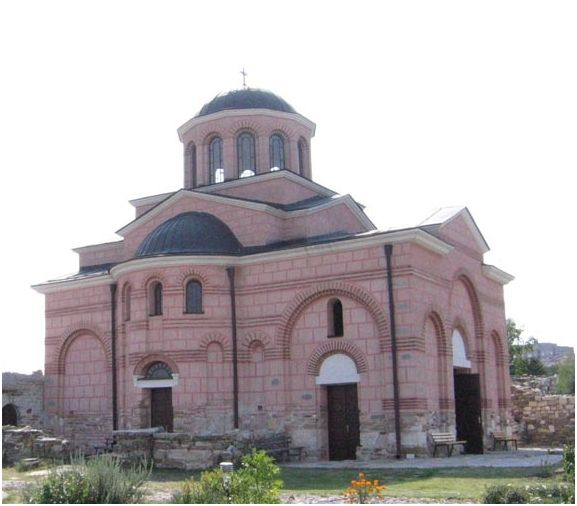
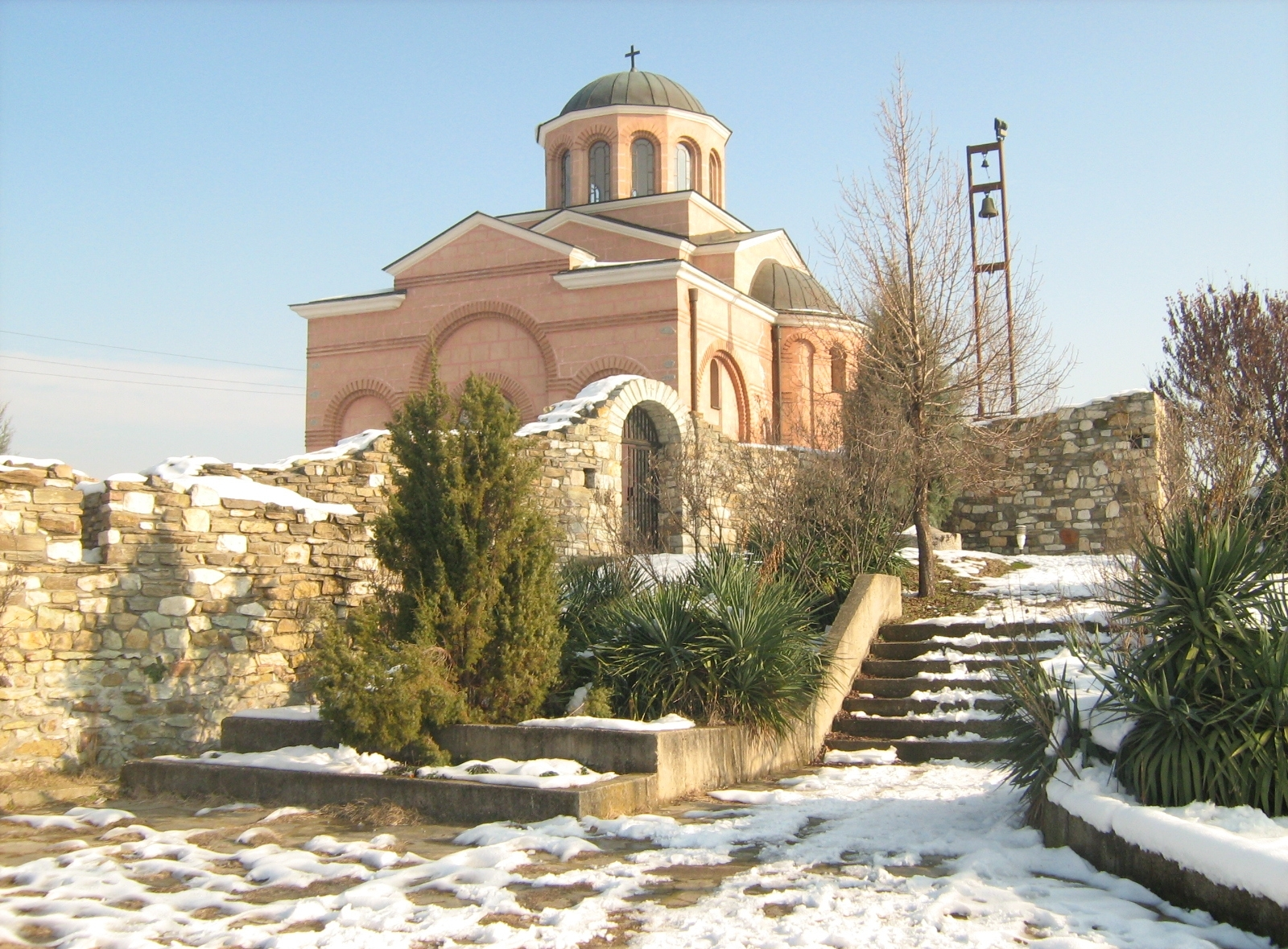
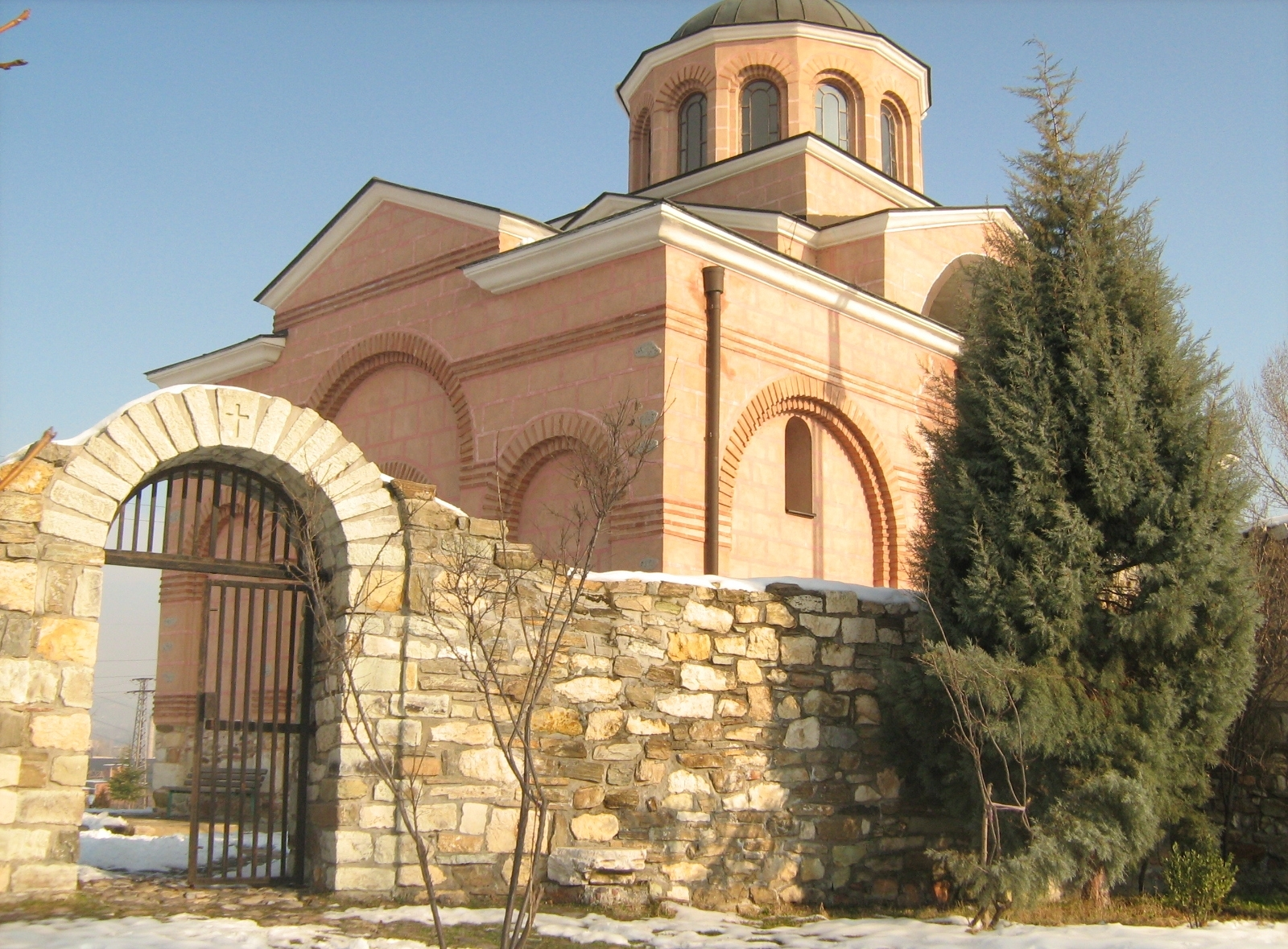
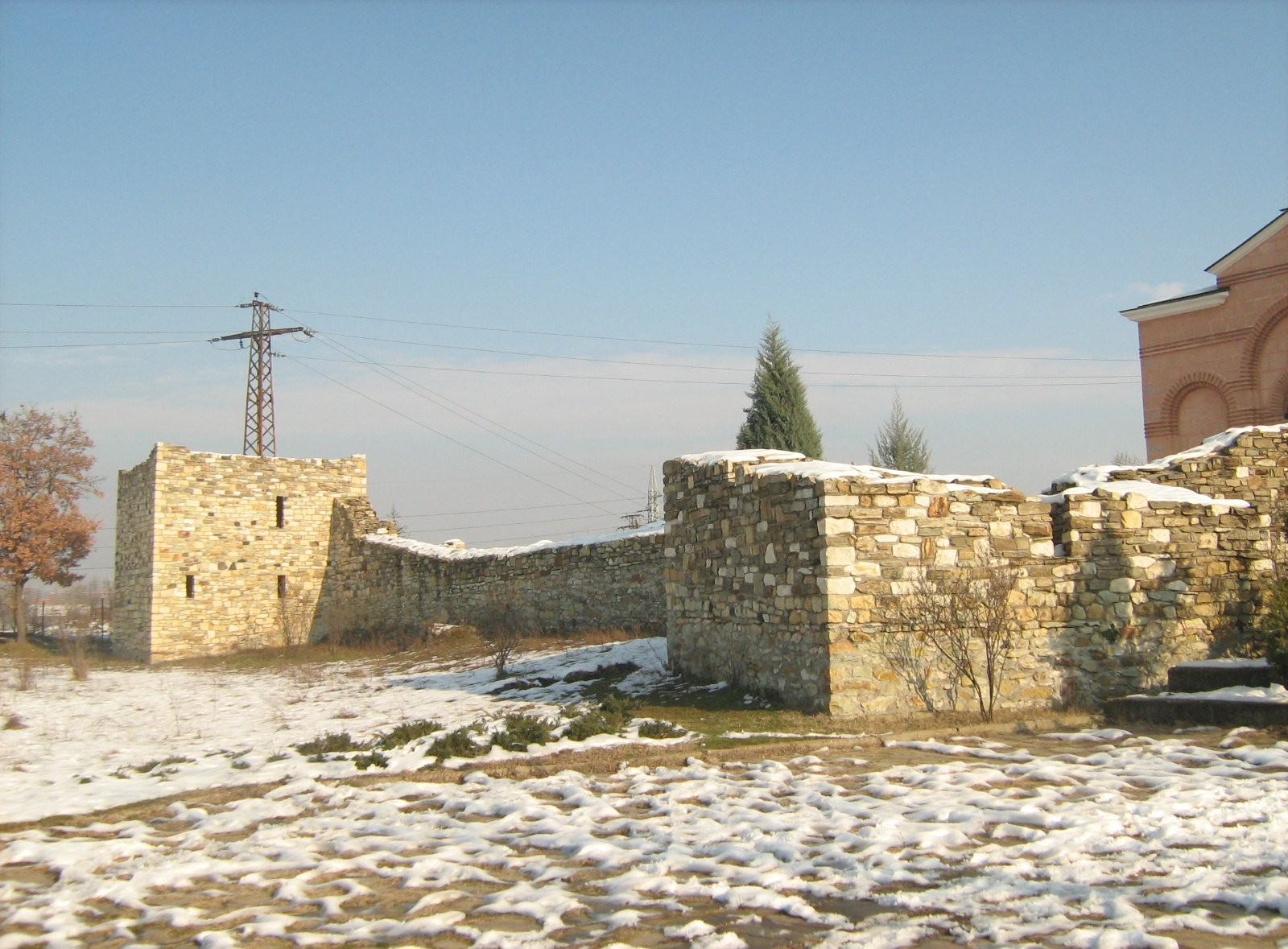
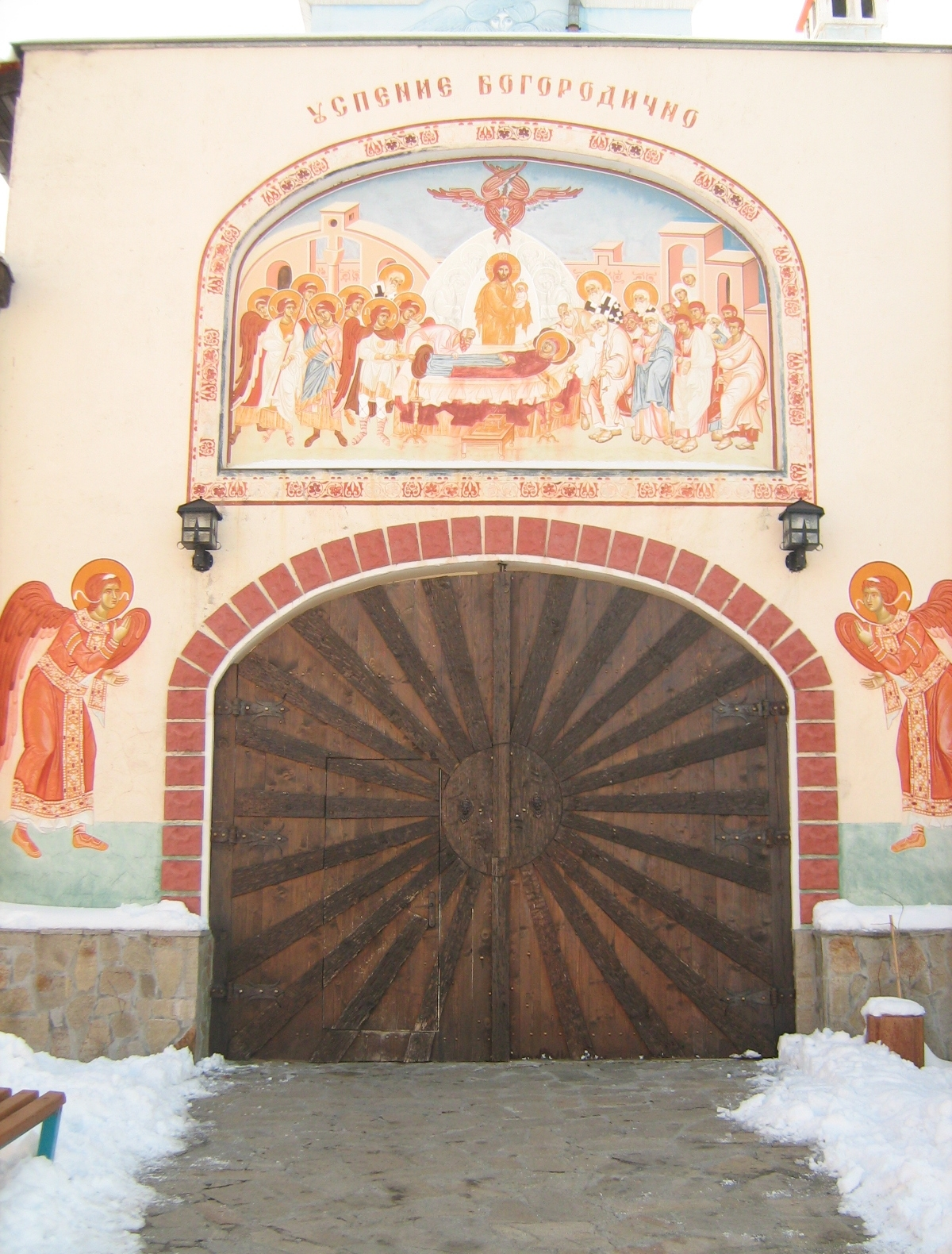
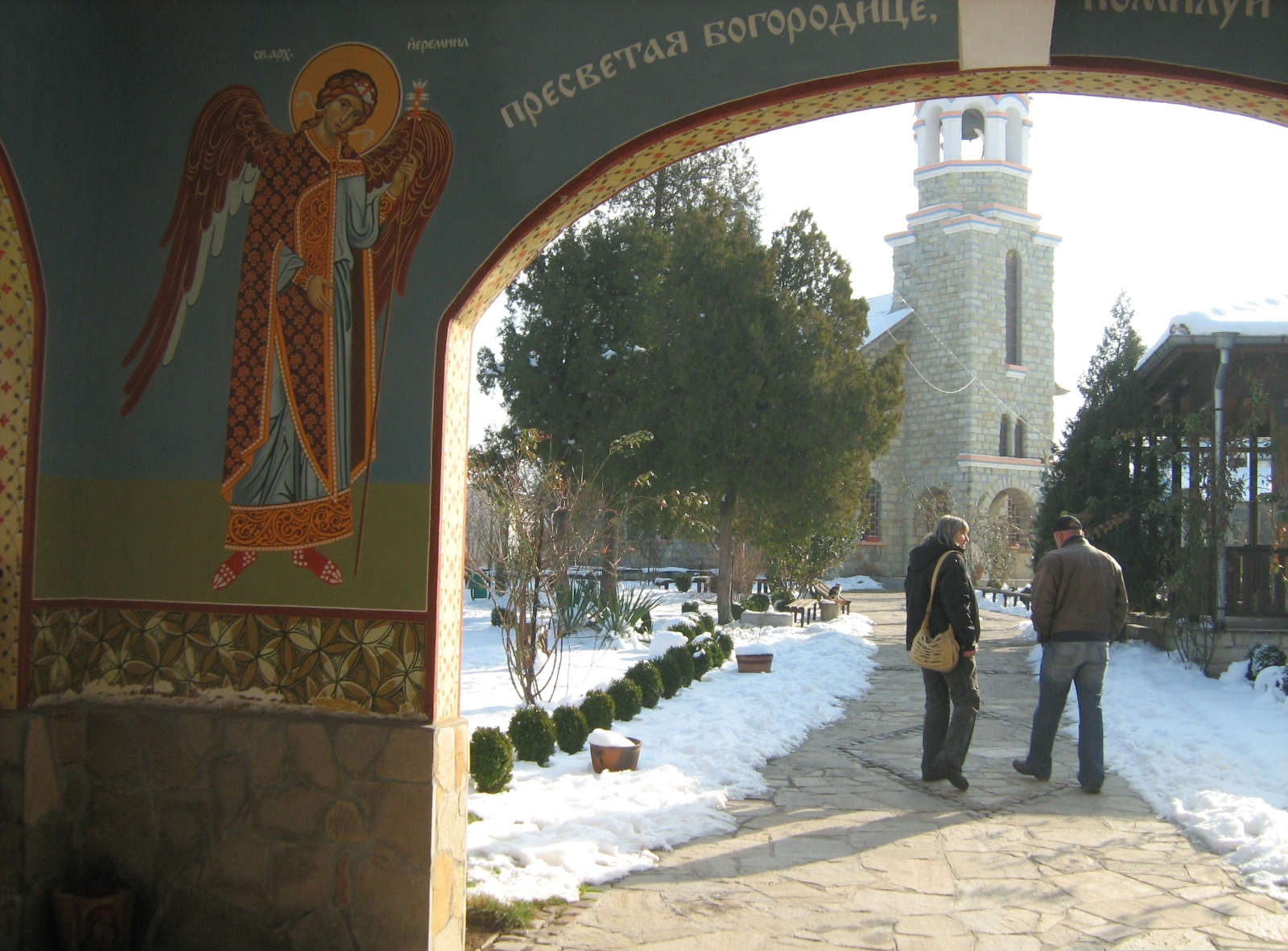
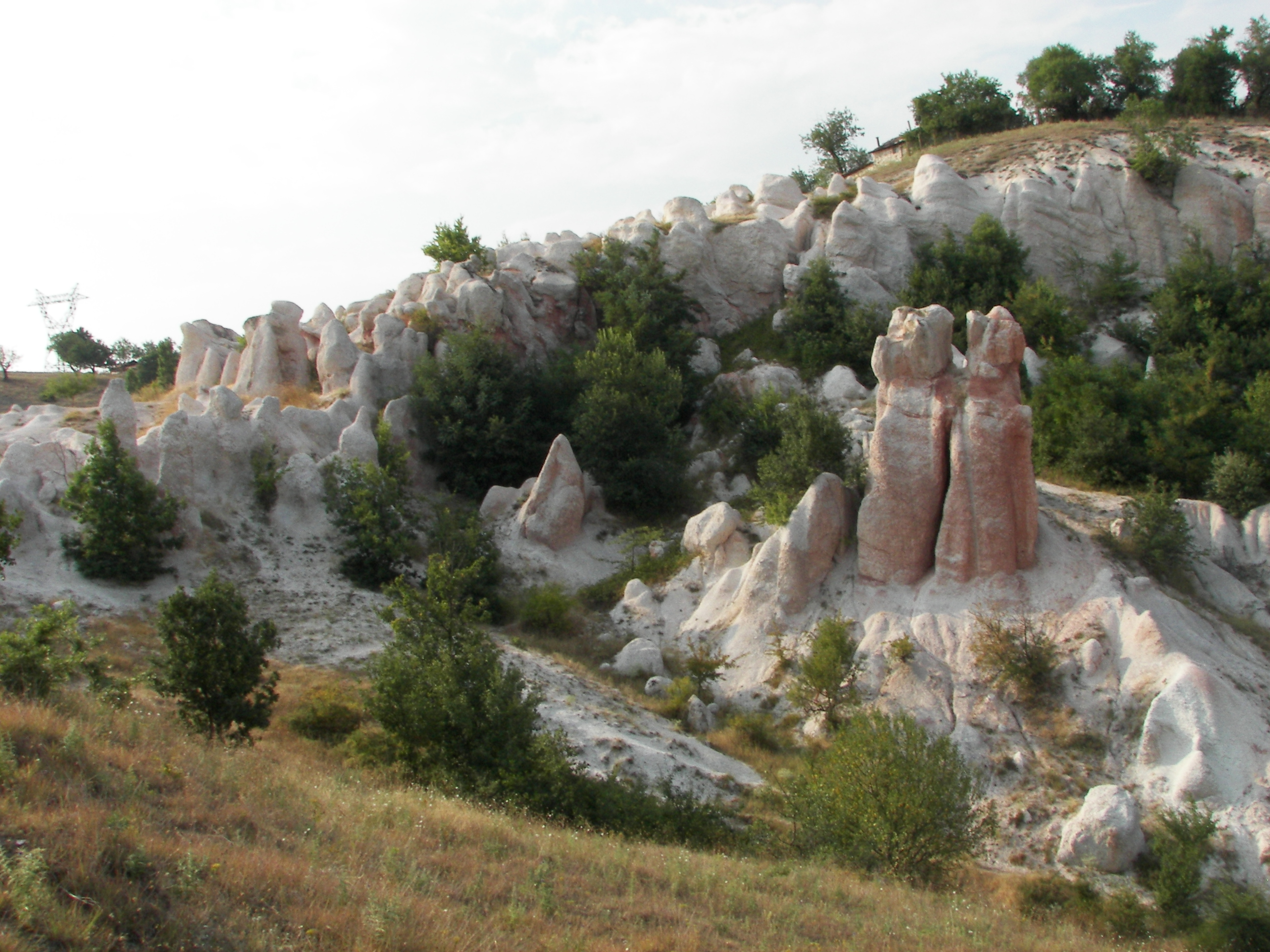
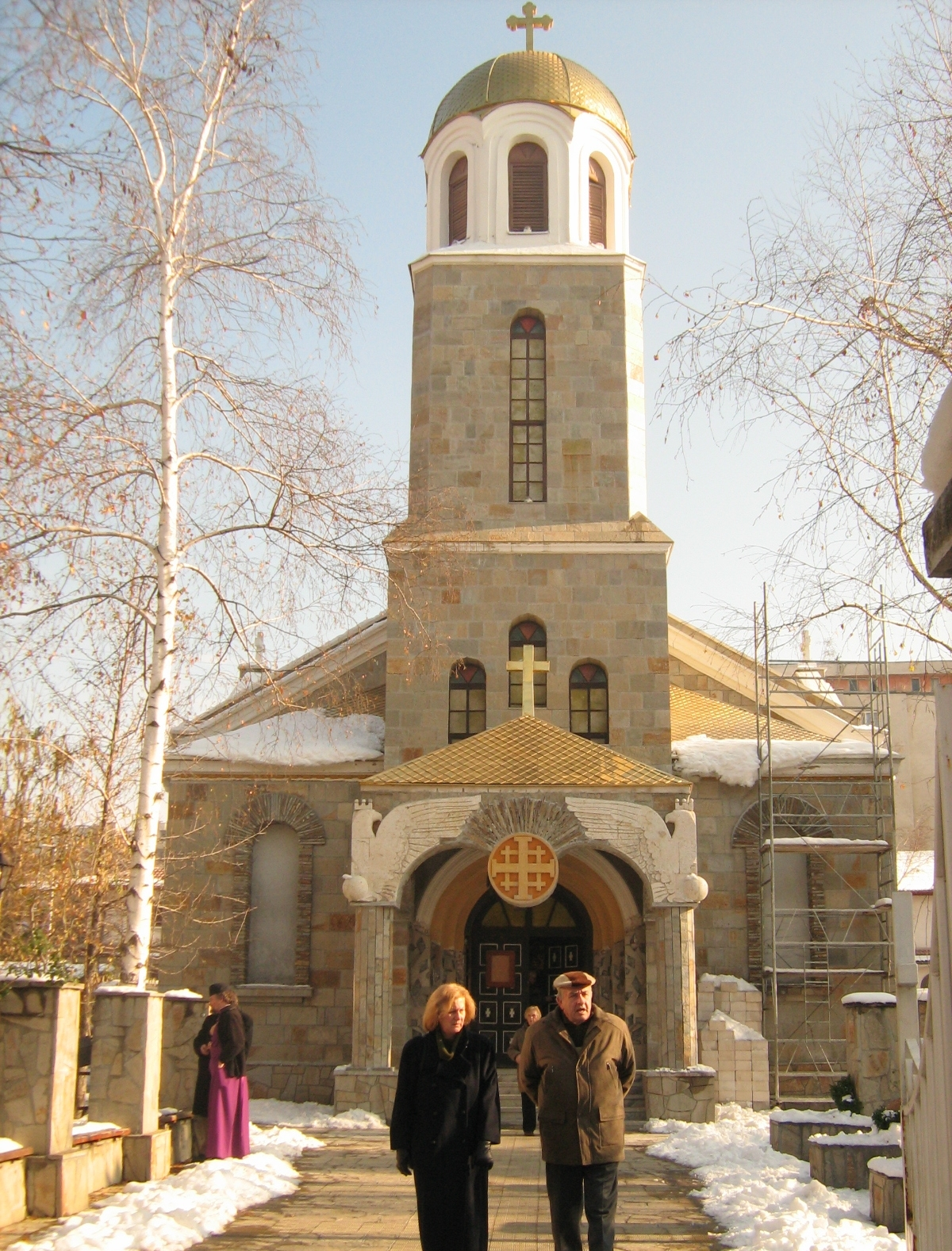